# موت في الصوف (رواية)
موت في الصوف هي رواية بوليسية ألّفتها نايو مارش وهي الرواية الثالثة عشرة التي يظهر فيها رودريك ألين، نُشِرت الرواية أول مرة عام 1945. تدور أحداث الرواية في نيوزيلندا، وتتحدّث عن جريمة تحدث في مزرعة للاغنام.

## الملخص
تتعلق الرواية بمقتل برلماني نيوزيلندي في مزرعة أغنام نائية في منطقة كانتربري بالجزيرة الجنوبية لنيوزيلندا، والتي تقع في منطقة ماكنزي بالقرب من أوراكي/جبل كوك. يُشار إلى جبل كوك باسم «ثاقب السحابة»، وهو الأعلى في سلسلة من القمم العديدة المحيطة بالهضبة العالية التي تحدث فيها معظم أحداث الرواية.
تعتبر قصة الرواية غير اعتيادية إلى حد ما، حيث أن ألين لا يصل إلى مكان جريمة القتل إلا بعد مرور خمسة عشر شهرًا على وقوعها، واعتمد في الكثير من اكتشافاته على القصص التي رواها له الشهود الرئيسيون في القضية.

## الاقتباس التلفزيوني
كانت رواية موت في الصوف واحدة من أربع روايات التي ظهر فيها ألين وقد اقتبست لتلفزيون جنوب المحيط الهادئ في عام 1977. حيث لعب جورج بيكر دور ألين.